# Biadila
Biadila ist ein osttimoresischer Ort im Verwaltungsamt Balibo, Gemeinde Bobonaro, auf einer Meereshöhe von 83 m. Er liegt beiderseits des Timoreme und nördlich des Hatopoci, zwei Nebenflüsse des Nunura, die sich westlich von Biadila vereinen.
Der Teil Biadilas, der nördlich des Timoreme liegt, gehört zur Aldeia Nuapu (Suco Atudara). Hier befindet sich die Grundschule Ciclo Biadila/Cailaco. Auf Landkarten von 2008 wird dieser Teil als Maumela bezeichnet, das sich aber weiter nördlich in der Aldeia Biateho befindet.
Der Ortsteil zwischen den Flüssen gehört zur Aldeia Daulelo (Suco Meligo). Südlich des Hatopoci liegt das Dorf Marko. Eine weitere Straße führt von Biadila nach Osten in das Dorf Daulelo.